# Valentin Cambos
 (janvier 2022).
La mise en forme du texte ne suit pas les recommandations de Wikipédia : il faut le « wikifier ».
Les points d'amélioration suivants sont les cas les plus fréquents :
- Les titres sont pré-formatés par le logiciel. Ils ne sont ni en capitales, ni en gras.
- Le texte ne doit pas être écrit en capitales (les noms de famille non plus), ni en gras, ni en italique, ni en « petit »…
- Le gras n'est utilisé que pour surligner le titre de l'article dans l'introduction, une seule fois.
- L'italique est rarement utilisé : mots en langue étrangère, titres d'œuvres, noms de bateaux, etc.
- Les citations ne sont pas en italique mais en corps de texte normal. Elles sont entourées par des guillemets français : « et ».
- Les listes à puces sont à éviter, des paragraphes rédigés étant largement préférés. Les tableaux sont à réserver à la présentation de données structurées (résultats, etc.).
- Les appels de note de bas de page (petits chiffres en exposant, introduits par l'outil «  Source ») sont à placer entre la fin de phrase et le point final[comme ça].
- Les liens internes (vers d'autres articles de Wikipédia) sont à choisir avec parcimonie. Créez des liens vers des articles approfondissant le sujet. Les termes génériques sans rapport avec le sujet sont à éviter, ainsi que les répétitions de liens vers un même terme.
- Les liens externes sont à placer uniquement dans une section « Liens externes », à la fin de l'article. Ces liens sont à choisir avec parcimonie suivant les règles définies. Si un lien sert de source à l'article, son insertion dans le texte est à faire par les notes de bas de page.
- La présentation des références doit suivre les conventions bibliographiques. Il est recommandé d'utiliser les modèles {{Ouvrage}}, {{Chapitre}}, {{Article}}, {{Lien web}} et/ou {{Bibliographie}}. Le mode d'édition visuel peut mettre en forme automatiquement les références.
- Insérer une infobox (cadre d'informations à droite) n'est pas obligatoire pour parachever la mise en page.

Pour une aide détaillée, merci de consulter Aide:Wikification.
Si vous pensez que ces points ont été résolus, vous pouvez retirer ce bandeau et améliorer la mise en forme d'un autre article.
Pour le sculpteur français, voir Jean Jules Cambos.
Valentin Cambos, né le 19 août 1994 à Bayonne, est un joueur professionnel de pelote basque, membre de l’équipe de France. Triple champion de France et vainqueur de la Coupe du Monde 2019 à Paleta Cuir, il évolue désormais au sein de l’empresa In Pala, à Bilbao, en tant que pelotari professionnel à Pala larga.

## Biographie
Originaire de Hastingues, dans les Landes, Valentin Cambos est le fils de Jean-Luc Cambos, membre de l’Équipe de France de Pelote et médaillé de bronze à Paleta Cuir Trinquet aux Jeux Olympiques de Barcelone. Très tôt son père l’initie à la pelote, sur le fronton municipal, situé face au domicile familial. Licencié dès l’âge de 10 ans au club de pelote de Hastingues, il obtient son premier titre de champion de France en Paleta Cuir mur à gauche.
Valentin Cambos est sélectionné pour la première fois en Équipe de France à l’âge de 19 ans, à l’occasion des Championnats du monde - 22 ans en Uruguay, qu'il remporte malgré une blessure au nez. En 2018, il représente la France lors des Championnats du Monde de Pelote, à Barcelone. Associé à Denis Larretche, il décroche la médaille d’argent, après une défaite en finale contre l’Espagne. Cette année là, la France termine première au classement des pays, toutes catégories.
Dès l’année suivante, il décroche la médaille d’Or face à l’Uruguay, lors de la 7e coupe du Monde de Pelote, organisée en France.
Après sa victoire en Coupe du Monde fin 2019, le pelotari décide de se lancer un nouveau défi, en passant de la Paleta Cuir Trinquet à la Pala Larga. Après plusieurs mois de préparation, Valentin Cambos est invité à l’Open Bizkaia en mars 2021, mais il est contraint au forfait après 4 semaines de tournoi, du fait d’une blessure aux adducteurs. Eloigné des frontons pendant plusieurs mois, il reprend la compétition en août 2021 lors du tournoi de Deba qu’il remporte. Deux mois plus tard, il signe son premier contrat professionnel au sein de l’empresa espagnole Innpala. Il fait ses débuts officiels lors de la Liga Kutxa Bank 2021, au cours de laquelle il est associé à l’avant Esteban Gaubeka, avec qui il atteint la finale du tournoi.

## Clubs
- 2004 - 2009 : Pelotari Club de Hastingues

- 2009 - 2013 : Bidache Sports

- 2013 - 2020 : Biarritz Athletic Club

- Depuis 2020 : Endaiarrak Pilota

## Style de jeu
Les coéquipiers de Valentin Cambos en Équipe de France reconnaissent autant sa puissance du jeu que sa grande maitrise technique. Très bon défenseur, il a la réputation d’être un joueur accrocheur, qui n’abandonne aucun point.    

## Palmarès

### Paleta Cuir Trinquet
4 sélections en Equipe de France
- 2013 : Champion du Monde - 22 ans (Uruguay)
- 2015 : Vainqueur du tournoi international de Pampelune
- 2016 :
  - Champion de France
  - Vainqueur du tournoi international de Pampelune

- 2017 : 
  - Champion de France
  - Vainqueur du tournoi international de Pampelune

- 2018 :
  - Vainqueur du tournoi international de Pampelune
  - Vice-champion du Monde

- 2019 :
  - Champion de France
  - Vainqueur de la Coupe du Monde (Pau & Oloron-Sainte-Marie, France)

### Pala Larga
- 2021 : Vainqueur du tournoi de Deba 2021 (Gipuzkoa, Espagne)
- 2022 : Finaliste de la Liga Kutxa Bank